# Ferrocianuro
Ferrocianuro es el nombre del anión [Fe(CN)
6]4−
. En solución acuosa este complejo de coordinación resulta relativamente poco reactivo. Por lo general se encuentra disponible en forma de sal ferrocianuro de potasio, la cual tiene la fórmula K
4[Fe(CN)
6].
La denominación "ferrocianuro" no surgió a partir de que esta especie sea un compuesto del anión cianuro; en realidad ha resultado al revés ya que se descubrió al cianuro al estudiarse el ferrocianuro como una especie conocida previamente.
El ferrocianuro fue identificado por primera vez al analizar el pigmento llamado azul de Prusia,  el cual, como su nombre lo indica, es intensamente azul. El nombre original de este compuesto ferrocianuro en latín significa sustancia azul con hierro. El pigmento fue fabricado accidentalmente en los primeros años del siglo XVIII, a partir de sustancias que contenían hierro, carbono y nitrógeno. El cianuro (en ese entonces desconocido) se había formado durante la manufactura del compuesto.
Aunque la palabra cianuro usada en el nombre proviene del griego kyanos que significa azul oscuro, el anión ferrocianuro en sí, cuando no está complejado, en particular con cationes del hierro, tiene un color ligeramente amarillo.

## Química de coordinación
El [Fe(CN)
6]4−
 es una especie diamagnética, ya que presenta un centro de bajo espín en una arreglo de ligandos octaédrico.
Aunque muchas sales de cianuro son altamente tóxicas, los ferro y ferricianuros son menos tóxicos debido a que no tienen tendencia a liberar los aniones cianuro fuertemente ligados al catión central, sin embargo, si se exponen estos complejos a un ácido fuerte sí se pueden desplazar los aniones cianuro de la estructura y liberarse como ácido cianhídrico fuertemente tóxico.
La reacción más importante de este anión es su oxidación a ferricianuro:
[Fe(CN)
6]4−
 ⇌ [Fe(CN)
6]3−
 + e−
Esta conversión puede ser seguida espectroscópicamente a 402 nm ya que el ferrocianuro tiene una absorbancia despreciable a esta longitud de onda, mientras que el ferricianuro presenta un absortividad molar de 1040 M−1 cm−1.
Al tratar al ferrocianuro con sales que contienen hierro se obtiene el pigmento intensamente coloreado llamado azul de Prusia.

## Uso en investigación bioquímica
La membrana plasmática de las células es impermeable al ferrocianuro y su producto oxidado, el ferricianuro ([Fe(CN)
6]3−
). Por este motivo, el ferrocianuro ha tenido un amplio uso como sonda extracelular receptora de electrones en el estudio de las reacciones redox que ocurren en las células. Se utiliza el ferricianuro porque cualquier aumento en la concentración de ferrocianuro puede ser atribuido ya sea a la secreción de agentes reductores o a una actividad de Transporte de Electrones Trans Membrana Plasmática (TETMP).

## Nomenclatura
De acuerdo con las recomendaciones de la IUPAC, el anión ferrocianuro debería ser llamado hexacianoferrato (II).